# Muncimiro di Croazia
Muncimiro o Mutimiro (... – 910) è stato un duca della Croazia Bianca che regnò dall'892 al 910.
Muncimiro era il terzo figlio di Trpimir I e fratello di Petar e Zdeslav. Muncimir succedette a Branimir nell'892 col titolo di dux Chroatorum, restaurando la dinastia dei Trpimirović. Regnò da Biaći presso Traù, oggi nel comune di Castelli, in Dalmazia.
Il duca Mutimiro ridiete all'Arcidiocesi di Spalato i territori che vi furono sottratti e quindi condotti sotto l'autorità del vescovo di Nona da Branimir di Croazia. Mutimiro prese il controllo della Croazia Bianca e governò indipendentemente sia dall'autorità pontificia che da quella bizantina come divino munere Croatorum dux (Duca dei Croati per grazia di Dio). Durante il suo regno il principe serbo esiliato Petar Gojniković tornò in Serbia e vi stabilì un nuovo ordine. Egli esiliò i suoi cugini che pretendevano il trono: Pribislavo, Bran e Stefano Mutimirović, i quali furono ospitati a loro volta da Mutimiro.
A lui succedette Tomislao, il primo re di Croazia. È sconosciuto il grado di parentela fra Muncimiro e Tomislao: qualcuno pensa che egli sia suo figlio.